# Robin Friday
Robin Friday (Acton, 27 luglio 1952 – Acton, 22 dicembre 1990) è stato un calciatore inglese.

## Caratteristiche tecniche
Era un'ala capace di ricoprire anche la posizione di centravanti.
Malgrado le doti tecniche, la sua carriera fu segnata dai controversi comportamenti che tenne fuori dal campo. Malato di asma, aggravò ulteriormente la propria salute con l'alcolismo cronico e l'assunzione di sostanze stupefacenti. Si segnalò inoltre per le vicende giudiziarie, ricevendo varie denunce ed arresti per furti e consumo di droghe.

## Carriera
Dopo aver fallito vari provini con squadre inglesi (tra cui il QPR e il Chelsea) per via del carattere ribelle, a 16 anni entrò nelle giovanili del Reading. Appena diciassettenne, si sposò con una ragazza di colore (Maxime) dalla quale ebbe il figlio Nicola. Il primo contratto ufficiale venne firmato con il Walthamstow Avenue, che lo stipendiava con 10 sterline a settimana. Nel 1971 fu poi ingaggiato dall'Hayes, che ne triplicò il salario. La sua esperienza con il club è ricordata per un aneddoto secondo cui la squadra avrebbe iniziato una partita in 10, essendo Friday ubriaco in un pub. Sceso in campo a gara iniziata ed ancora in stato di ebbrezza, segnò nel finale il gol della vittoria.
Il talento mostrato sul campo convinse Charlie Hurley, manager del Reading, ad acquistarlo per 750 sterline. Tra le file dei Royals parve trovare la giusta continuità di rendimento agonistico, militandovi per un triennio. Nell'ultima stagione con il club, contribuì alla promozione in terza serie segnando 20 gol. Ancora una volta, gli eccessi fuori dal rettangolo verde ne causarono però la separazione dalla società. A fine 1976 fu tesserato dal Cardiff, esordendo in una circostanza particolare. Durante la partita con il Fulham venne marcato da Bobby Moore, ex pilastro della Nazionale: Friday riuscì tuttavia ad eludere la sua guardia, realizzando due gol. Anche in questo caso, fu protagonista di episodi di rilievo poiché strizzò i testicoli dell'avversario. Con la squadra gallese mise a segno un'importante rete il 16 aprile 1977, portando alla vittoria contro il Luton. In estate fu ricoverato per cause mai chiarite, perdendo ben 13 chili di peso. Saltati i primi tre mesi della stagione, fu cacciato alla fine del 1977 dopo una partita nella quale - per vendicarsi dell'espulsione subìta - aveva defecato nello spogliatoio del club avversario.
Concluse quindi la carriera agonistica a soli 25 anni, con appena 5 stagioni da professionista. Morì nel 1990, neanche quarantenne, per un arresto cardiaco causato dall'overdose.

## Statistiche

### Presenze e reti nei club
Robin Friday ha segnato 150 gol in 232 partite con una media di 0,64 gol a partita
| Stagione            | Squadra             | Campionato          | Campionato | Campionato | Coppe nazionali | Coppe nazionali | Coppe nazionali | Coppe continentali | Coppe continentali | Coppe continentali | Altre coppe | Altre coppe | Altre coppe | Totale | Totale |
| Stagione            | Squadra             | Comp                | Pres       | Reti       | Comp            | Pres            | Reti            | Comp               | Pres               | Reti               | Comp        | Pres        | Reti        | Pres   | Reti   |
| ------------------- | ------------------- | ------------------- | ---------- | ---------- | --------------- | --------------- | --------------- | ------------------ | ------------------ | ------------------ | ----------- | ----------- | ----------- | ------ | ------ |
| 1973-1974           | Reading             | FD                  | 19         | 4          | FACup+CdL       | 0               | 0               | -                  | -                  | -                  | -           | -           | -           | 19     | 4      |
| 1974-1975           | Reading             | FD                  | 42         | 18         | FACup+CdL       | 1+6             | 0+2             | -                  | -                  | -                  | -           | -           | -           | 49     | 20     |
| 1975-1976           | Reading             | FD                  | 44         | 21         | FACup+CdL       | 0+2             | 1               | -                  | -                  | -                  | -           | -           | -           | 46     | 22     |
| 1976-gen. 1977      | Reading             | TD                  | 16         | 3          | FACup+CdL       | 2+3             | 2+2             | -                  | -                  | -                  | -           | -           | -           | 21     | 7      |
| Totale Reading      | Totale Reading      | Totale Reading      | 121        | 46         |                 | 14              | 7               |                    | -                  | -                  |             | -           | -           | 135    | 53     |
| gen.-giu. 1977      | Cardiff City        | SD                  | 19         | 6          | FACup+CdL       | -               | -               | -                  | -                  | -                  | CG          | 4           | 1           | 23     | 7      |
| 1977-1978           | Cardiff City        | SD                  | 2          | 0          | FACup+CdL       | 0               | 0               | -                  | -                  | -                  | CG          | 0           | 0           | 2      | 0      |
| Totale Cardiff City | Totale Cardiff City | Totale Cardiff City | 21         | 6          |                 | 0               | 0               |                    | -                  | -                  |             | 4           | 1           | 25     | 7      |
| Totale carriera     | Totale carriera     | Totale carriera     | 142        | 52         |                 | 14              | 7               |                    | -                  | -                  |             | 4           | 1           | 160    | 60     |